# Baia degli Squali

Mappa dell'area di Shark Bay

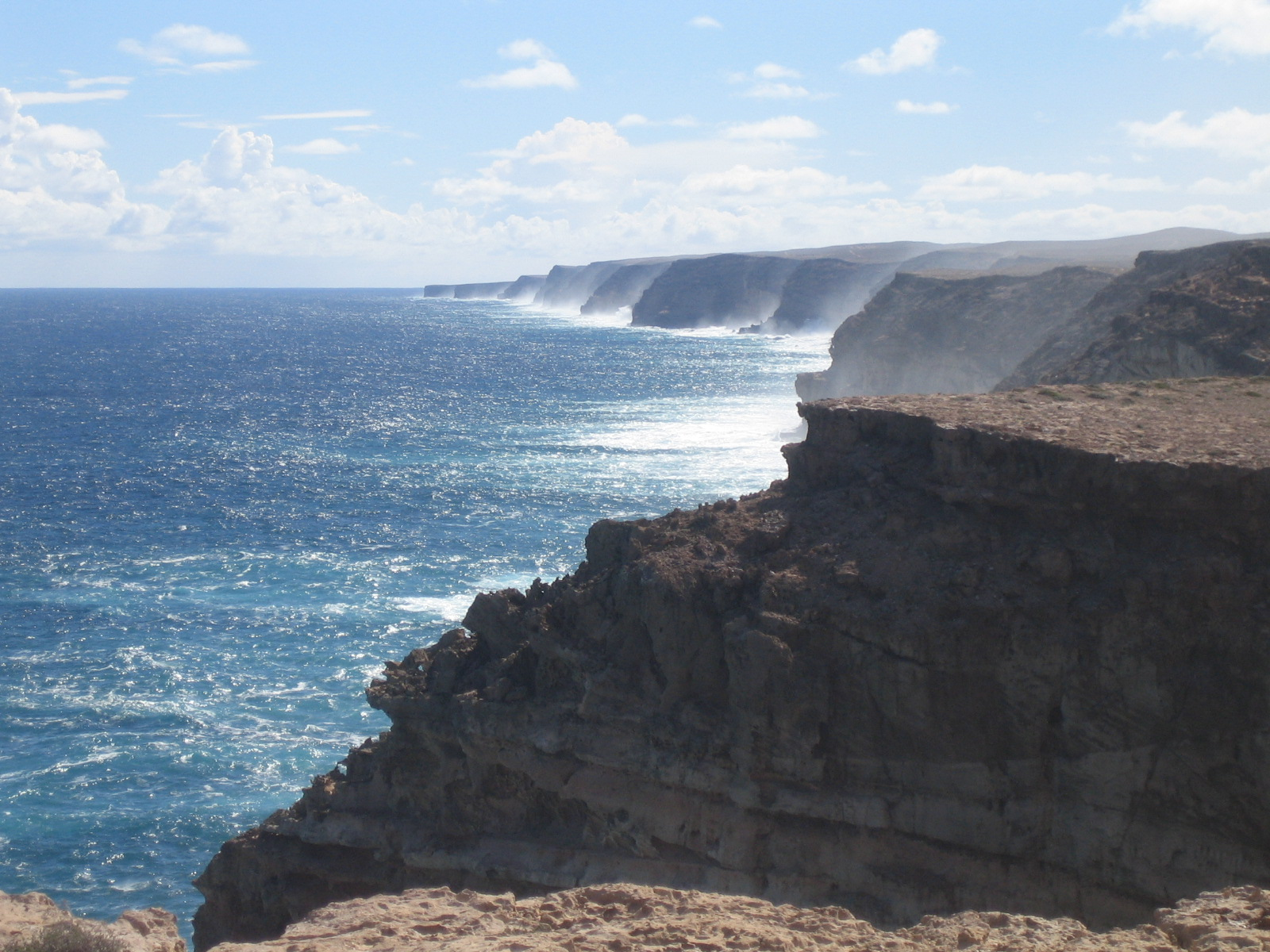
Scogliere di Zuytdorp

La Baia degli Squali (in malgana: Gathaagudu - lett. "due acque") Shark Bay in inglese), è una località nella regione di Gascoyne, nell'Australia Occidentale. È situata a circa 800 km a nord di Perth, nel punto più occidentale dell'Australia. Dal 1991 fa parte della lista dei patrimoni dell'umanità dell'Unesco.
Il nome a questa località fu dato da William Dampier, uno dei primi europei a visitare l'Australia nel luglio del 1699. La stessa Baia degli Squali è considerata il primo luogo di contatto con gli europei con l'arrivo di Dirk Hartog nel 1616.
Il termine "Baia degli Squali" può, quindi, riferirsi a:
- la baia, lungo la penisola e le numerose isole
- la regione amministrativa di Shark Bay
- Shark Bay, intesa come patrimonio dell'umanità
- lo Shark Bay Marine Park

La Baia degli Squali ha una superficie complessiva pari a quella del Galles, con circa 1 000 abitanti e 1.500 chilometri di costa. La popolazione (divisa in 12 comunità) occupa all'incirca l'1% dell'area totale. La baia presenta gli ecosistemi marini più abbondanti dell'Australia.  È un luogo di pesca popolare.

## Storia
La storia dell'occupazione aborigena australiana di Shark Bay risale a 22 000 anni fa BP. A quel tempo la maggior parte dell'area era terraferma e l'innalzamento del livello del mare inondò Shark Bay tra l'8 000 e il 6 000 BP. È stato trovato un numero considerevole di siti di midden aborigeni, in particolare sulla penisola di Peron e sull'isola di Dirk Hartog, che forniscono prove di alcuni dei cibi raccolti dalle acque e dalle aree terrestri vicine.
Una spedizione guidata da Dirk Hartog si imbatté nell'area nel 1616, diventando il secondo gruppo di europei noto per aver visitato l'Australia, dopo che l'equipaggio di Duyfken guidato da Willem Janszoon aveva visitato Capo York nel 1606. L'area prese il nome di Shark Bay dall'esploratore inglese William Dampier il 7 agosto 1699. La Baia degli Squali fu visitata anche da Louis Aleno de St Aloüarn nel 1772, Nicolas Baudin dal 1801 al 1803 e Louis de Freycinet nel 1818. Gli europei, per lo più pastori, si stabilirono a Shark Bay tra il 1860 e il 1870. La pesca delle perle si sviluppò rapidamente a partire dal 1870.

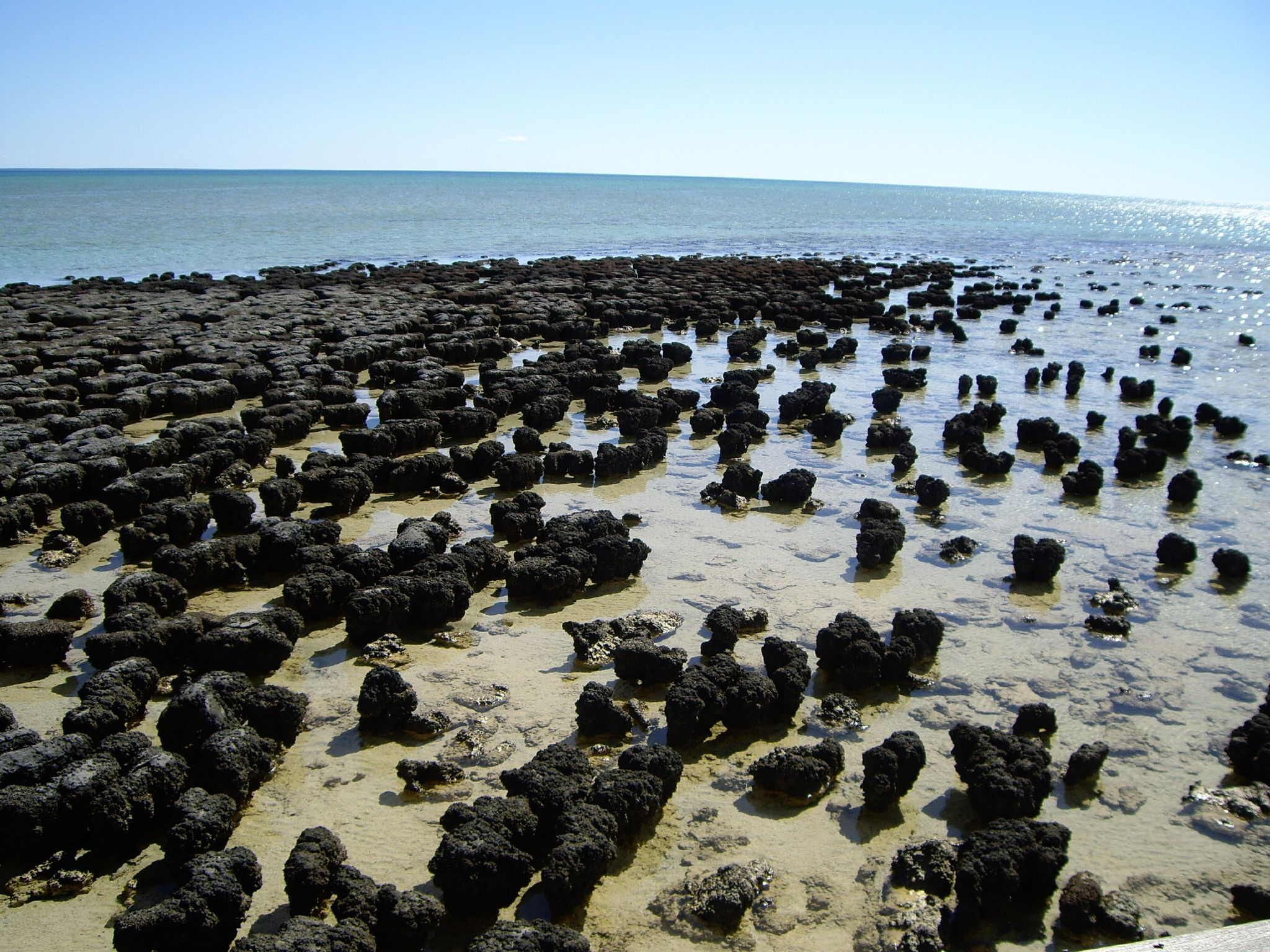
Le stromatoliti nella piscina di Hamelin sono strutture antiche costruite da microbi

La caccia commerciale alle balene è stata condotta nella baia nella prima metà del XX secolo dalle navi officina di proprietà norvegese e dalle loro navi da cattura.  Alla fine degli anni '30, venivano catturate fino a 1.000 megattere a stagione.
L'area dichiarata patrimonio dell'umanità aveva una popolazione di meno di 1.000 persone al censimento del 2011. La mezza dozzina di piccole comunità che compongono questa popolazione occupano meno dell'1% della superficie totale.

## Clima
La Shark Bay Heritage Area ha un clima caldo e desertico secondo la classificazione climatica di Köppen, con estati calde e secche e inverni molto miti e relativamente umidi.

## Geografia

### Aree protette
Dichiarato Patrimonio dell'Umanità nel 1991, il sito copre un'area di 23.000 chilometri quadrati, di cui circa il 70% sono acque marine. Comprende molte aree protette e riserve di conservazione, tra cui il Parco Marino di Shark Bay, il Parco Nazionale Francois Peron, la Riserva Naturale Marina di Hamelin Pool, la Riserva Naturale di Zuytdorp e numerose isole protette. Denham e Useless Loop rientrano entrambi nei confini del sito, ma ne sono specificamente esclusi.

### Morfologie
La baia stessa copre un'area di 1.300.000 ettari, con una profondità media di 9 metri. È divisa da rive poco profonde e ha molte penisole e isole. La costa è lunga oltre 1.500 chilometri. Ci sono circa 300 chilometri di scogliere calcaree che si affacciano sulla baia. Uno spettacolare segmento di scogliere è noto come le scogliere di Zuytdorp. La baia si trova nella zona di transizione tra tre grandi regioni climatiche e tra due grandi province botaniche.
La penisola di Peron divide la baia ed è la sede dei suoi più grandi insediamenti, nonché un parco nazionale all'estremità settentrionale.
L'isola di Dirk Hartog è di importanza storica a causa degli sbarchi su di essa da parte dei primi esploratori. Nel 1616, Dirk Hartog sbarcò a Inscription Point, all'estremità settentrionale dell'isola, e segnò la sua scoperta con una targa di peltro, incisa con la data e inchiodata a un palo. Questa targa fu poi sostituita da Willem de Vlamingh e restituita ai Paesi Bassi. Ora è conservata nel Rijksmuseum. Lo Shark Bay Discovery Centre di Denham ha una replica di questa targa.
Le isole Bernier e Dorre, nell'angolo nord-occidentale dell'area del patrimonio, sono tra gli ultimi habitat rimasti di due varietà di mammiferi australiani, la lepre-wallaby, minacciati di estinzione. Vengono utilizzati, insieme a numerose altre isole minori in tutto il parco marino, per liberare le specie minacciate che vengono allevate nel Progetto Eden nel Parco Nazionale François Peron. Queste isole sono prive di animali selvatici non autoctoni che potrebbero predare le specie minacciate, e quindi forniscono un rifugio sicuro in cui ripristinare le specie minacciate sulla terraferma.